# La Hougue Bie

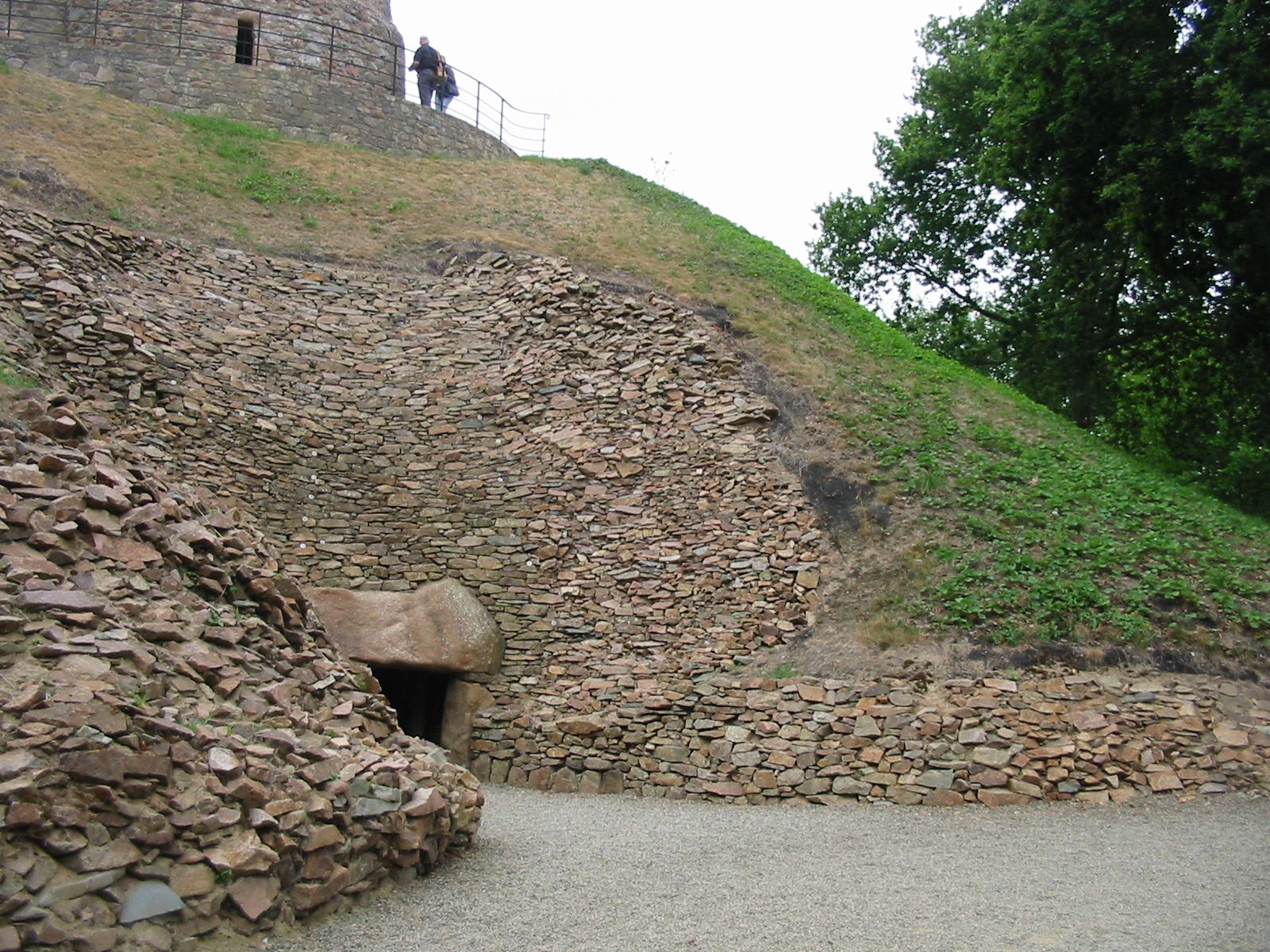
De ingang gezien van opzij

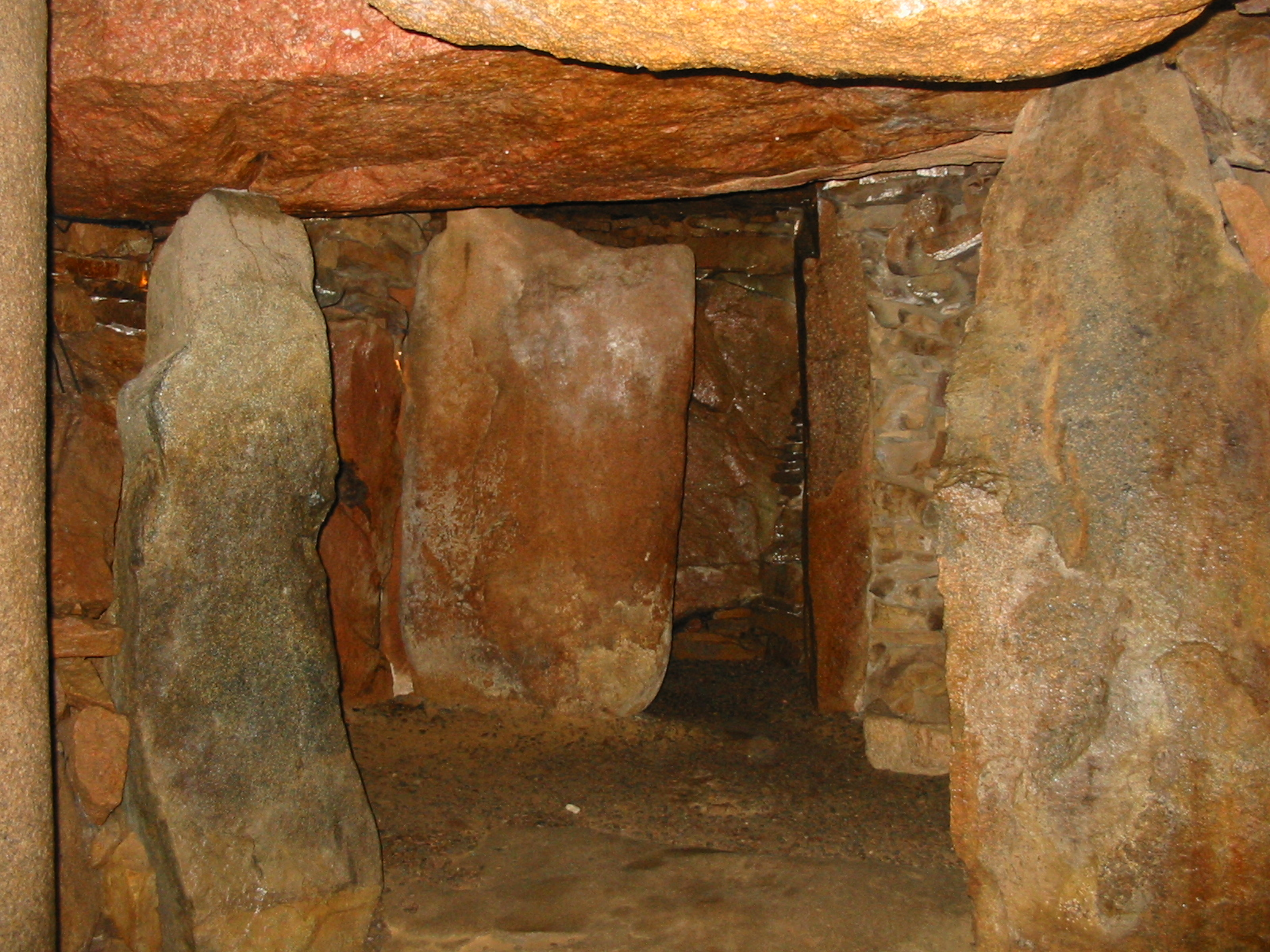
Het einde van het ganggraf. Achter de grote steen bevindt zich het heiligste deel

La Hogue Bie is een prehistorisch monument, een ganggraf op Jersey, in de parochie Grouville. Het monument bestaat aan het begin van de 21e eeuw uit drie delen: het ganggraf zelf, een oude kapel boven op de heuvel, en een ondergrondse bunker uit de Tweede Wereldoorlog.
Het monument wordt beheerd door de Société Jersiaise die ook toegang heft.

## Prehistorisch monument
Het monument bestaat uit een 13 meter hoge heuvel, die vrij hoog op het eiland ligt. Onder in de heuvel bevindt zich het ganggraf, dat dateert uit ongeveer 3500 v.Chr., het neolithicum. Het is daarmee ouder dan de Egyptische piramides. De Jersiais zelf zeggen dat het een van de best bewaarde ganggraven is in Europa. De gang is 9,6 meter lang en bestaat uit ca. 70 stenen. Aan het einde van de gang is een grotere, ovale, ruimte van 9 bij 3,6 m. Achter een grote steen achterin bevindt zich een kleinere ruimte, waarschijnlijk het heiligste deel van het heiligdom.
De gebruikte stenen zijn van verschillende plaatsen van het eiland naar deze plek gebracht. Van sommige stenen wordt vermoed dat zij opnieuw gebruikt zijn na een nog oudere toepassing in een ander monument dat verloren is gegaan.
In het ganggraf zijn weinig resten aangetroffen, maar wel botfragmenten van in elk geval 8 verschillende individuen. Daarnaast zijn vuurstenen gereedschappen, kralen, beenderen van dieren zoals varkens en schapen gevonden, evenals veel schelpen. Ook zijn resten van verbrand aardewerk gevonden, waarschijnlijk gebruikt als lampen, of voor het branden van wierook.
Vaak wordt gedacht dat het hier een graf betreft, maar het gebruik was waarschijnlijk complexer. Niet alleen werden overledenen hier gecremeerd, maar men denkt dat er ook een aantal rituelen werden uitgevoerd, analoog aan moderne kerkelijke rituelen.
Het monument is eeuwenlang gebruikt, tot het op een zeker moment werd afgesloten door een muur van losse stenen. De ingang werd helemaal opgevuld met brokstukken.
Het graf is ontdekt in 1924, maar al eerder werd vermoed dat zich in de heuvel prehistorische overblijfselen zouden bevinden.
Aan het eind van de twintigste eeuw is ontdekt dat de gang zo is georiënteerd dat het zonlicht tijdens de zonnewende het achterste heiligdom bereikt. Dit straaltje licht strijkt dan echter alleen over de grond, want de hemel is bijna niet te zien vanuit het achterste deel van het heiligdom, doordat het plafond erg laag is.

## Kerkje en kapel
Boven op de heuvel staat een kleine kerk, de Notre Dame de la Clarté uit de 12e eeuw, met ernaast een kapel uit de 16e eeuw, de Jerusalem Chapel. Waarschijnlijk heeft men, nadat het ganggraf in onbruik is geraakt, de heuvel altijd herkend als (heidens) heiligdom en heeft men er in de middeleeuwen een kerkje op gebouwd. Waarschijnlijk heeft er nog eerder een houten gebouwtje gestaan.
De kapel is gebouwd nadat Richard Mabon, de deken van Jersey, van een pelgrimstocht naar Jeruzalem terugkwam. Hij maakte van het oostelijke uiteinde van de kerk een kapel in de vorm van een klok. Erin bevindt zich een crypte die symbool staat voor het graf van Christus. Het verhaal gaat dat Mabon veel geld verdiende met het misleiden van pelgrims die naar deze crypte kwamen. Tijdens de reformatie raakte de kapel in onbruik en verviel tot ruïnes. In 1925 werd het herbouwd en in 1931 opnieuw ingewijd.
Het kerkje is vanaf de voet van de heuvel met een spiraalvormig pad naar boven te bereiken.

## Latere geschiedenis
Aan het eind van de 18e eeuw werd de ruïne van de kapel verbouwd in een neogotisch huis, met kantelen. De kapel veranderde in een grote hal met ramen aan elke kant. Het gebouw werd al gauw verlaten en werd "Prince's Tower" genoemd (de toren van de prins) naar de eigenaar Philippe d'Auvergne, die erfgenaam was van de Prins van Bouillon. De toren werd een bezienswaardigheid en er werd een hotel bij gebouwd. Vanaf de heuvel is namelijk de Franse kust te zien, en een groot deel van het eiland Jersey zelf. Het hotel sloot zijn deuren toen het overgenomen werd door de Societé Jersiaise.

## Duitse bunker

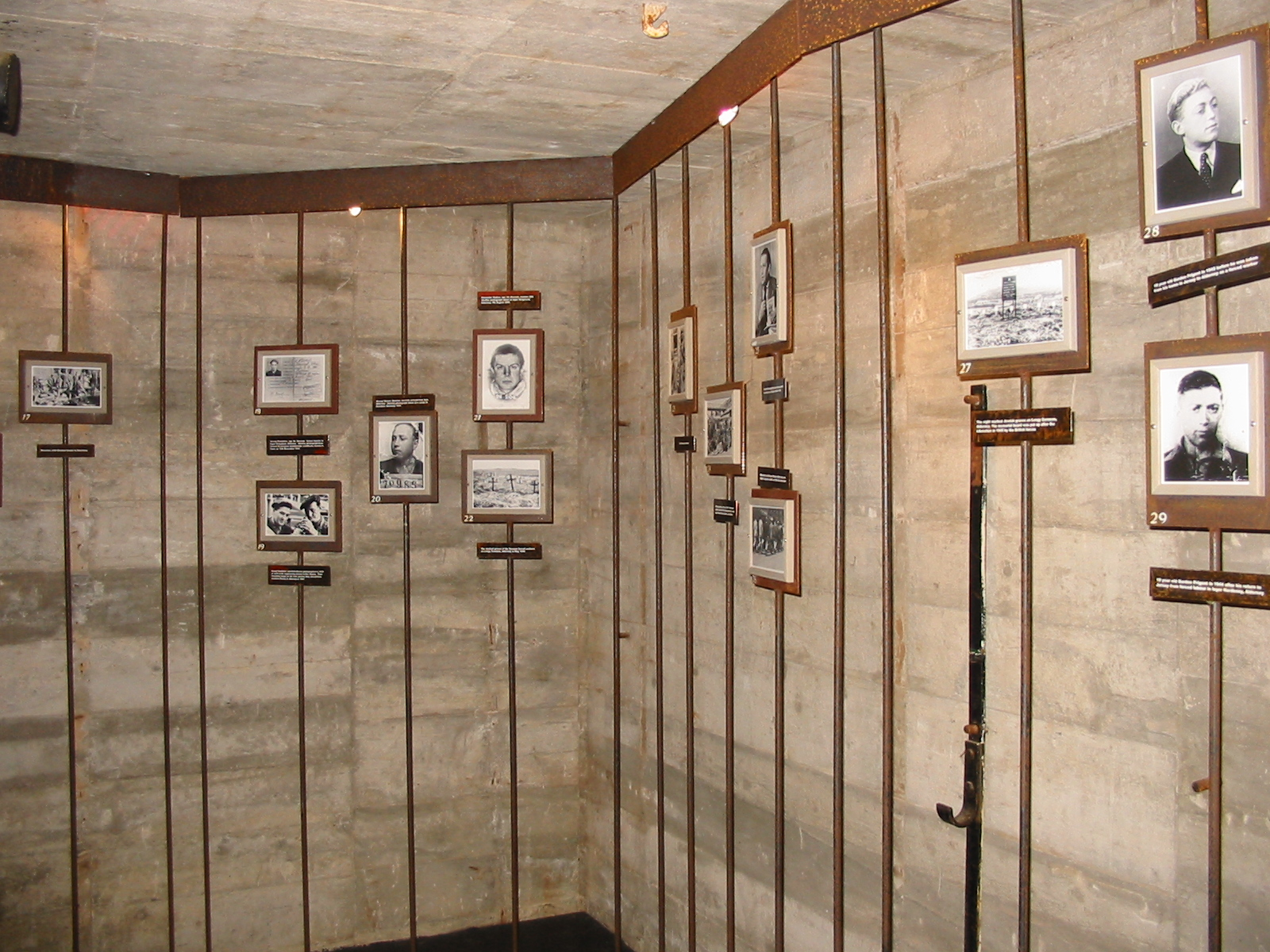
Kleine tentoonstelling in de bunker gewijd aan de Russische slavenarbeiders

Min of meer onder de grafheuvel hebben de Duitse bezetters van het eiland in de Tweede Wereldoorlog een ondergrondse bunker gegraven, de German Underground Hospital bestaande uit een gang met een aantal kamers. Momenteel is hier een tentoonstelling te zien die gewijd is aan de Russische slavenarbeiders op Jersey. Met de bouw van de bunker werd begonnen op 10 maart 1942. In totaal werden 70 loopgraven in de bodem gegraven, waardoor aanzienlijke archeologische schade werd aangericht.

## Overige bezienswaardigheden
Naast de heuvel staat een bescheiden museum met diverse prehistorische overblijfselen, en een geologische tentoonstelling van gesteenten die op Jersey worden gevonden.
Ten slotte staat er op het terrein een reconstructie van een neolithische woning. Deze wordt gebruikt door schoolkinderen van het eiland bij de geschiedenisles.

## Trivia
La Hougue Bie heeft niets te maken met een hoge bi, een ouderwetse fiets.